# サマリタンズ・パース
サマリタンズ・パースは1970年にアメリカでボブ・ピアスによって設立された福音派のキリスト教徒が運営する緊急援助支援団体。
日本では、東日本大震災直後から活動が始まり、2011年7月に一般社団法人格を取得した。

## 歴史
1970年、ボブ・ピアスが設立。
ボブ・ピアスは、以前の1950年に、同種の目的の組織のワールド・ビジョンを設立していた。
1979年、フランクリン・グラハムが、ボブ・ピアスを引き継いで代表者に就任。
2001年、スーダン内戦の紛争地帯の子どもたちの生活のためのキャンプを運営。
2008年5月12日、中国の四川大地震の救援資金として、ビリー・グラハム伝道協会とサマリタンズ・パースから、それぞれ、15万米ドル（約1600万円=当時）を緊急援助金として中国基督協会に提供したほか、生存者のための救援物資90トンを米国から被災地までチャーター便で直接運んだ。
2011年9月、北朝鮮の水害救済支援を行なった。90万ドルを拠出した米国務省に対し「サマリタン・パース」が120万ドル援助を追加した。

## 現在の活動
2014年のエボラ出血熱の流行開始時に、西アフリカのリベリアで、SIM USAとともに医療活動を行う2つの医療のNGOの一つとして活動している。
なお2015年より輸送用にダグラスDC-8-70CF（機体番号N782SP）を導入。2023年9月には、アメリカ・ノースカロライナ州に「グリーンズボロ空輸対応センター」を開設し、新たにボーイング757-200PCF型機（機体番号N783SP）を導入した。

## 日本での活動開始
日本で2011年3月11日に発生した東日本大震災に際し、サマリタンズ・パースの災害救援の貢献が大きかった。
3月17日、仙台市内の活動拠点にサマリタンズ・パースメンバーが到着し、3月14日から現地入りしていた他のキリスト教団体の日本国際飢餓対策機構に合流し、緊急物資の配布を開始した。
サマリタンズ・パースは、アメリカに事前備蓄してあった93トンの緊急支援物資の本体を、アメリカ空軍及びアメリカ連合軍と連携して、3月19日に横田米軍基地へ降ろし、そこから支援物資を軍用輸送飛行機で仙台へ運んだ。
サマリタンズ・パースは、日本のキリスト教会と連携して、ボランティアをつのり、災害救援活動を行った。日本での参加ボランティア数は延べ19,000人を超えた。

## 資金
2012年12月期では、サマリタンズ・パースは3.76億ドルの基金を集めた。その金額のうち、89.3％は、救済プロジェクトに送金している。また、4.3％を管理サポートのために使用し、6.2％を資金集めに費やしている。サマリタンズ・パースは、監視機関チャリティーナビゲーターから（4つ星のうち）4つ星評価を受けている。

## 批判
2001年3月に、ニューヨーク・タイムズ紙は、サマリタンズ・パースは、エルサルバドル地震の被災者への公的資金の援助の配布活動において、「キリスト教会と国家の間の線をぼやけさせた」と報告した。いくつかの村の住民は、彼らが最初に支援を受ける前に半時間の祈祷会を通して座っていたと述べた。
2003年には、サマリタンズ・パースの代表者のフランクリン・グラハムが、「イスラム教は「非常に邪悪な宗教」である」と述べたことで、英国内で広く批判された。
2009年に、サマリタンズ・パースの代表者のフランクリン・グラハムが、ビリー·グラハム伝道協会（BGEA）からフルタイムの給与を受けながら、サマリタンズ・パースからもフルタイムの給与を受けているのではないかとして、査察を受けた。